# Parametr kształtu
Parametr kształtu – parametr rozkładu prawdopodobieństwa, który nie jest parametrem położenia, skali, ani ich funkcją. Parametr taki wpływa na kształt dystrybuanty i funkcji rozkładu prawdopodobieństwa, a nie tylko przesuwa ich wykresy i zmienia ich skalę.